# Vuvuzela
Vuvuzela er et langt, smalt sydafrikansk horn af plastic, som siden 1990'erne har været populær blandt sydafrikanske fodboldfans. Den monotone lyd fra vuvuzelaerne er kraftig og gennemtrængende. De er blevet kritiseret, fordi de kan nå op på hele 127 decibel og dermed forårsage høretab.
På et fjernsyn med equalizer kan man udnytte at vuvuzelaens lyd har en frekvens på 233 hertz – hvis man dæmper denne frekvens og dens overtoner, kan man næsten helt slippe for vuvuzela-lyd  – eller man kan dæmpe 300 Hz-båndet, skrue op for nabobåndene og opnå en lignende virkning.
Før VM 2010 i Sydafrika blev det overvejet om hornene skulle forbydes.
Efter arkæologiske fund i Jylland har man fundet horn der minder om vuvuzelaen som dateres tilbage til romertiden.